# Peromyscus keeni
Peromyscus keeni és una espècie de mamífer rosegador de la família dels cricètids. Viu a l'oest del Canadà i el nord-oest dels Estats Units. Els seus hàbitats naturals van des de les planes costaneres fins als boscos alpins de gran altitud. És una espècie en risc mínim, és a dir, no sembla que hi hagi cap amenaça significativa per a la seva supervivència.
L'espècie fou anomenada en honor del missioner britànic John Henry Keen.